# 57 (cigarrillo)

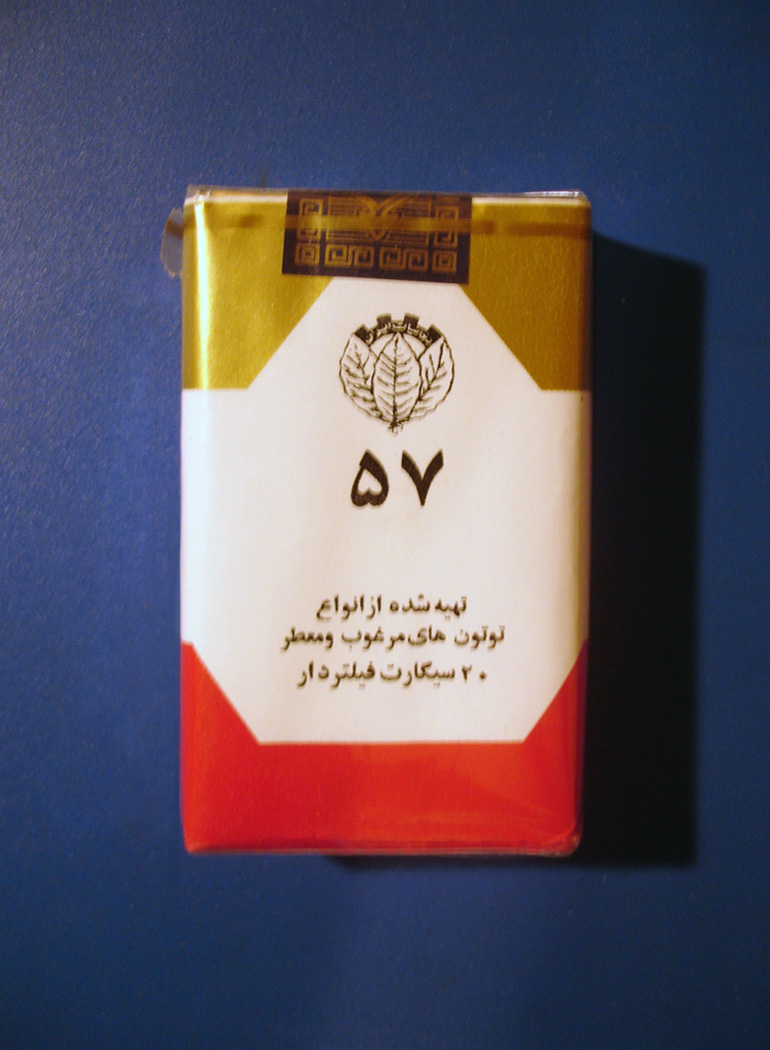
Cajetilla iraní de cigarrillos 57.

57 es una marca de cigarrillos fabricada por la tabacalera iraní "Iranian Tobacco Company", con sede en Teherán.

## Distribución
Se distribuye en paquetes de 20 pequeños cigarrillos de 68mm.

## Contenido
- Nicotina: 0,8 mg.
- Alquitrán:54 mg.

- Datos: Q6035311